# Partido judicial de Sarria
El Partido judicial de Sarria es uno de los 45 partidos judiciales en los que se divide la Comunidad Autónoma de Galicia, siendo el partido judicial n.º 7 de la provincia de Lugo.
Comprende a las localidades de O Incio, Láncara, Paradela, O Páramo, Samos y Sarria.
La cabeza de partido y por tanto sede de las instituciones judiciales es Sarria. La dirección del partido se sitúa en la Calle Mayor de la localidad. Sarria cuenta con un Juzgado de Primera Instancia e Instrucción.